# فرانک فی (هنرپیشه آمریکایی)
فرانک فی (انگلیسی: Frank Fay (American actor)؛ ‏۱۷ نوامبر ۱۸۹۱ – ۲۵ سپتامبر ۱۹۶۱) بازیگر اهل ایالات متحده آمریکا بود.
از فیلم‌هایی که وی در آن نقش داشته است، می‌توان به جاذبه‌های شهر بزرگ و نمایش نمایش‌ها اشاره کرد.